# Saint-Ciers-d'Abzac
Saint-Ciers-d'Abzac 
' és un municipi francès, situat al departament de la Gironda i a la regió de la Nova Aquitània. És un dels municipis situats al País Gavai o Gavacheria, que tot i trobar-se geogràficament a Occitània és de parla oïl (saintongesa)

## Demografia
| 1962                                       | 1968 | 1975 | 1982 | 1990 | 1999  | 2007  |
| ------------------------------------------ | ---- | ---- | ---- | ---- | ----- | ----- |
| 409                                        | 423  | 452  | 603  | 946  | 1.071 | 1.222 |
| Des de 1962: població sense dobles comptes |      |      |      |      |       |       |

## Administració
| Període | Identitat      | Partit |
| ------- | -------------- | ------ |
| 2001-   | Kléber Audinet |        |

## Agermanaments
- Seròs